# Fred Kämmerer
Alfred „Fred” Kämmerer (ur. 10 stycznia 1934 w Obergreißlau) – wschodnioniemiecki zapaśnik walczący w obu stylach. Dwukrotny olimpijczyk. Piąty w stylu klasycznym i szósty w stylu wolnym w Melbourne 1956. Dziewiąty w Rzymie 1960 w stylu wolnym. Walczył w kategorii do 57 kg.
Dziewiąty na mistrzostwach świata w 1959. Dziesiąty w Pucharze Świata w 1958 roku.
Wicemistrz Niemiec w 1964 i 1965. Mistrz NRD w latach 1954–1963. Mistrz w stylu klasycznym w 1955; drugi w 1964; trzeci w 1961 roku.